# Gimnasia en los Juegos Mediterráneos de 2009
La competición de gimnasia en los Juegos Mediterráneos de 2009 se realizó en el pabellón Pala Universo Silvi Marina de la ciudad italiana de Pescara (gimnasia artística) y en el Palacio de Deportes Tricalle de la ciudad de Chieti (gimnasia rítmica) entre el 26 de junio y el 3 de julio de 2009.

## Gimnasia artística

### Masculino
| Evento                         | Oro                                    | Plata                              | Bronce                            |
| ------------------------------ | -------------------------------------- | ---------------------------------- | --------------------------------- |
| Concurso completo ind. (01.07) | Benoît Caranobe Francia 88,500         | Enrico Pozzo · Italia · 88,100     | Hamilton Sabot Francia 88,050     |
| Suelo (02.07)                  | Eleftherios Kosmiris · Grecia · 15,650 | Filip Ude · Croacia · 15,200       | Fabián González · España · 15,000 |
| Caballo con arcos (02.07)      | Alberto Busnari · Italia · 15,175      | Hamilton Sabot Francia 14,875      | Sergio Muñoz · España · 14,550    |
| Anillas (02.07)                | Danny Pinheiro Francia 16,075          | Matteo Morandi · Italia · 15,825   | Pierre-Yves Beny Francia 15,225   |
| Salto de potro (03.07)         | Thomas Bouhail Francia 16,462          | Andrea Cingolani · Italia · 15,775 | Wajdi Bouallegue Túnez 15,462     |
| Paralelas (03.07)              | Manuel Carballo · España · 14,875      | Danny Pinheiro Francia 14,725      | Rafael Martínez · España · 14,675 |
| Barra fija (03.07)             | Enrico Pozzo · Italia · 15,400         | Aljaž Pegan Eslovenia 15,000       | Hamilton Sabot Francia 14,875     |
| Concurso por equipos (30.06)   | Italia · 267,500                       | Francia 267,300                    | España · 264,000                  |

### Femenino
| Evento                         | Oro                                   | Plata                                  | Bronce                                |
| ------------------------------ | ------------------------------------- | -------------------------------------- | ------------------------------------- |
| Concurso completo ind. (01.07) | Youna Dufournet Francia 56,950        | Elizabetta Preziosa · Italia · 56,450  | Pauline Morel Francia 55,950          |
| Suelo (03.07)                  | Elisabetta Preziosa · Italia · 14,175 | Rose Eliandre Bellemare Francia 13,875 | Emily Armi · Italia · 13,825          |
| Salto de potro (02.07)         | Youna Dufournet Francia 13,975        | Göksü Üçtaş Turquía 13,650             | Evgenia Zafeiraki · Grecia · 13,612   |
| Barras asimétricas (02.07)     | Youna Dufournet Francia 14,675        | Pauline Morel Francia 14,250           | Paola Galante · Italia · 14,000       |
| Barra (03.07)                  | Vasiliki Millousi · Grecia · 14,725   | Youna Dufournet Francia 14,625         | Elizabetta Preziosa · Italia · 14,450 |
| Concurso por equipos (29.06)   | Francia 166,900                       | Italia · 166,800                       | Grecia · 159,600                      |

## Gimnasia rítmica
| Evento                    | Oro                                   | Plata                           | Bronce                               |
| ------------------------- | ------------------------------------- | ------------------------------- | ------------------------------------ |
| Concurso completo (27.06) | Julieta Cantaluppi · Italia · 103,550 | Delphine Ledoux Francia 100,675 | Carolina Rodríguez · España · 99,425 |

## Medallero
| Núm. | País      | Oro | Plata | Bronce | Total |
| ---- | --------- | --- | ----- | ------ | ----- |
| 1    | Francia   | 7   | 7     | 4      | 18    |
| 2    | Italia    | 5   | 5     | 3      | 13    |
| 3    | Grecia    | 2   | 0     | 2      | 4     |
| 4    | España    | 1   | 0     | 5      | 6     |
| 5    | Croacia   | 0   | 1     | 0      | 1     |
| 5    | Eslovenia | 0   | 1     | 0      | 1     |
| 5    | Turquía   | 0   | 1     | 0      | 1     |
| 8    | Túnez     | 0   | 0     | 1      | 1     |
|      | TOTAL     | 15  | 15    | 15     | 45    |

- Datos: Q60647646